# Verjaardagenparadox

De verjaardagenparadox: geeft de waarschijnlijkheid dat in een groep van personen er twee of meer op dezelfde datum jarig zijn; geeft de waarschijnlijkheid dat in een groep van personen ten minste een op dezelfde datum jarig is als een van tevoren gekozen persoon. Op de horizontale as, op de verticale as de waarschijnlijkheid (van 0 tot 1, oftewel van 0% tot 100%).

De verjaardagenparadox is een paradox uit de kansrekening, die een resultaat toont dat tegen de verwachting ingaat. Het gaat om de vraag hoe groot de kans is dat in een groep willekeurig gekozen mensen er (minstens) twee dezelfde verjaardag hebben. Het blijkt dat, onder enkele lichte veronderstellingen, deze kans al meer dan 50% is voor een groep van maar 23 mensen. Bij 57 mensen is de kans zelfs meer dan 99%.

## Intuïtie
Bij veel wiskundige vraagstukken, met name bij kansrekening en statistiek, blijken mensen intuïtief tot verkeerde antwoorden te komen. Omdat deze ingevingen zo overtuigend zijn, voelen mensen geen enkele aanleiding om te twijfelen aan hun antwoord. Hierdoor worden op grote schaal verkeerde beslissingen genomen wanneer er bij de beoordeling van een situatie enige wiskundige kennis is vereist (zoals in wetenschappelijke publicaties en in beleidsstukken), zelfs als degene die de beslissing neemt over die kennis beschikt. Wiskundige vraagstukken vereisen meerdere denkstappen en het brein van mensen is geneigd om te kiezen voor een oplossing waarbij weinig denkwerk is vereist. Het probleem wordt dan versimpeld tot een strategie met een beperkt aantal eenvoudige denkstappen, zoals het vooraf inschatten van het antwoord. In dit specifieke geval is er waarschijnlijk sprake van "illusie van lineariteit": mensen zien het wiskundige probleem als een lineaire vergelijking. De bijbehorende redenering is dan: de kans is 1 op 365 dat twee personen op dezelfde dag jarig zijn, dus voor een kans van meer dan 50 procent dat er twee mensen jarig zijn op dezelfde dag heb je minimaal 190 mensen nodig (190 op 365 is ongeveer 1 op 2). Dit is dus een fout intuïtief antwoord.

## Uitwerking van het goede antwoord
De berekening is voor een groep van 23 mensen. Er wordt van uitgegaan dat alle 365 dagen van het jaar gelijkelijk als verjaardag kunnen voorkomen; schrikkeljaren worden verwaarloosd.
In principe kan ieder van de 23 op elk van de 365 dagen van het jaar jarig zijn. Dat levert in totaal {\displaystyle 365^{23}} mogelijkheden. Daaronder zijn er een heleboel met dubbele verjaardagen, driedubbele verjaardagen, en er zijn zelfs 365 mogelijkheden dat alle leden op dezelfde dag jarig zijn. Om het probleem te vereenvoudigen, kijken we alleen naar de mogelijkheden waarbij iedereen op een andere dag jarig is. Alle overige mogelijkheden zijn dan situaties waarin ten minste twee mensen op dezelfde dag jarig zijn.
Als ieder een verschillende verjaardag moet hebben, zijn er voor de eerste van de 23 personen 365 mogelijkheden (te weten elke dag van het jaar). Voor de tweede nog maar 364 (elke dag van het jaar, behalve de dag dat de eerste persoon jarig is). De derde heeft 363 mogelijkheden enz. In totaal zijn dat {\displaystyle 365\times 364\times 363\times \ldots \times 343} mogelijkheden. De kans {\displaystyle q} dat allen op verschillende dagen jarig zijn, is het quotiënt van deze twee totalen, dus:
{\displaystyle q={\frac {365\times 364\times 363\times \ldots \times 343}{365\times 365\times 365\times \ldots \times 365}}=0{,}493}.
De gevraagde kans {\displaystyle p} dat er gelijke verjaardagen voorkomen is het complement hiervan, dus:
{\displaystyle p=1-q=0{,}507}
Voor een groep van {\displaystyle n} personen wordt de bovengenoemde kans {\displaystyle q} gegeven door:
{\displaystyle q={\frac {365\times 364\times \ldots \times (365-n+1)}{365^{n}}}={365! \over 365^{n}(365-n)!}={\frac {n!}{365^{n}}}{365 \choose n}}
Daarin is {\displaystyle {365 \choose n}} de binomiaalcoëfficiënt 365 boven {\displaystyle n}.

## Voorbeeld in de praktijk
Als de kans op een dubbele verjaardag bij 23 mensen 0,507 is, zou men verwachten dat in ongeveer de helft van alle voetbalselecties met 23 spelers er minstens twee zijn met dezelfde verjaardag. Op het wereldkampioenschap voetbal 2014 waren er 32 ploegen met een selectie van 23 spelers en er waren inderdaad zestien selecties met minstens één gedeelde verjaardag. In de Nederlandse selectie hadden Dirk Kuijt en Daryl Janmaat dezelfde verjaardag.

## Sterk verjaardagsprobleem
Het sterke verjaardagsprobleem is verwant aan de verjaardagenparadox. Hierin is de vraag: wat is de kans dat in een groep van {\displaystyle n} personen iedereen jarig is op een dag dat ook minimaal één ander in de groep jarig is (niemand verjaart alleen). Dit probleem zou voor het eerst geformuleerd en opgelost zijn door Anirban DasGupta in 2005. Deze waarschijnlijkheid is voor 23 personen uiterst klein (2 × 10−19). Pas voor een groep van meer dan 2000 personen wordt ze groter dan verwaarloosbaar, en ze wordt meer dan 50% bij een groep van 3064 personen.